# John Disley
John Ivor Disley (Corris, 20 novembre 1928 – Londra, 8 febbraio 2016) è stato un siepista britannico.

## Palmarès
- Giochi olimpici

Helsinki 1952: bronzo nei 3000 metri siepi.